# 간접투자상품
간접투자상품 은 투자전문가(금융기관의 펀드매니저)가 수익자 대신에 주식, 채권에 투자하고 여기서 발생되는 이익에 따라 다시 수익을 나누어 주는 투자 방법이다. 크게 주식형펀드와 채권형펀드로 나뉜다.
간접투자상품은 정도의 소액투자도 가능하고 오랜 경험과 노하우를 겸비한 전문가가 투자를 하므로 주식에 대해 지식이 부족한 사람들이라도 이익을 볼 수 있다. 직접투자에 비해서 비용이 절약되고 위험성도 적으며 여러 개의 간접투자자산에 분산 투자가 가능하여 인기를 얻고 있다. 하지만 손실 발생시 원금이 보장되지 않는다는 단점도 있다.